# 郡戸王子

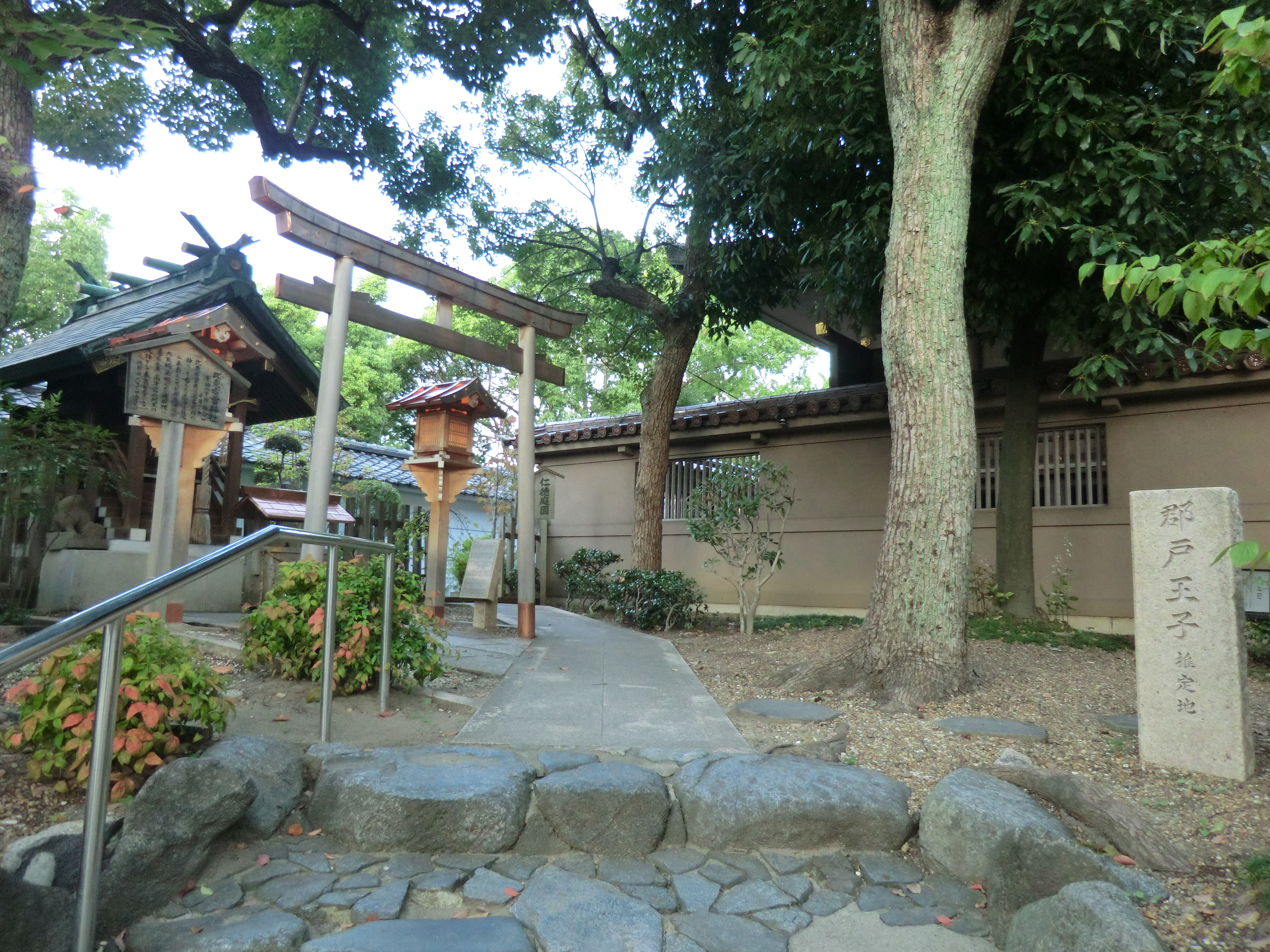
高津宮摂社 比売古曽神社、郡戸王子推定地

郡戸王子（こうとおうじ）は、熊野古道九十九王子の3番目。現在消滅。高津宮神社（大阪市中央区高津1-1-29）が跡地とされているが確証はない。「摂津志」には高津宮の地に鎮座していた比売許曽神社が郡戸王子とされていたとの記述がある。
- 最寄駅　Osaka Metro谷町線谷町九丁目駅